# Steppeulvene
Steppeulvene var et dansk rockorkester, der spillede syrerock og folk-rock med Bob Dylan som det store musikalske forbillede. Gruppen blev dannet i 1967 af Eik Skaløe (vokal), Stig Møller (guitar), Søren Seirup (bas) og Preben Devantier (trommer), og udgav samme år LP'en Hip, der blev gruppens eneste studiealbum.
Danske Musikkritikeres pris, Steppeulven (Årets Steppeulv), er opkaldt efter Steppeulvene.

## Historie

### Bandets opståen og pladenHip
Bandet blev dannet, da pigtråds- og folkemusikeren Stig Møller og den unge forfatterspire Eik Skaløe mødte hinanden. Eik Skaløe stod for teksterne, som blev skrevet som digte, hvorefter Stig Møller satte disse tekster i musik. Foruden de to var der på bas Søren Seirup og på trommer Preben Devantier.
Gruppen er opkaldt efter den tyske forfatter Hermann Hesses roman Steppeulven. I denne bog er der et helt kapitel med overskriften "Kun for Forrykte". Uddrag af dette kapitel indgår i gruppens sang af samme navn.
Steppeulvene indpillede deres eneste plade Hip i marts 1967 i Metronome Studio, København og den blev udgivet i juni 1967. Pladen blev et symbol på dansk beatmusik, som den første med visionære sangtekster på dansk. Teksterne blev skrevet af Eik Skaløe på en rejse til Fjernøsten, og flere af dem vedrører psykedeliske stoffer – et meget kontroversielt emne dengang, og Eik blev et symbol på ungdomsoprøret i Danmark.
Steppeulvene spillede ganske få koncerter, eftersom Eik Skaløe rejste til Afghanistan kort tid efter udgivelsen af HIP. Mange af koncerterne var kontroversielle som følge af bandets hashforbrug, hvilket førte til at Eik blev anholdt ved Steppeulvenes sidste koncert med den oprindelige besætning, d. 14. oktober 1967 i Vejgaard Hallen i Ålborg.

### Eik Skaløes død
Eik Skaløe rejste ganske kort tid efter udgivelsen af Hip til Indien. Stig Møller modtog den første tid breve fra Eik, men siden ophørte brevene med at komme.
Eik Skaløe blev fundet død i Indien på grænsen til Pakistan med sit pas og en note med ordene:
"For the officials: As I guess you know – this suicide is decided & carried out by myself. None is to blame, except the cruel person inside me. Forgive me, Eik Skaløe."
Direkte oversat til dansk: "Til myndighederne: Som jeg går ud fra, at I kan regne ud, er dette et planlagt selvmord. Ingen andre end den onde person inden i mig bærer skylden. Tilgiv mig, Eik Skaløe."
Eik var op igennem 1960´erne kærester med Halfdan Rasmussens datter, Iben Nagel Rasmussen, som har udgivet bogen Breve til en Veninde (Lindhardt og Ringhof, 1993). Bogen bygger på breve Eik Skaløe skrev til Iben Nagel Rasmussen, på nogle af sine mange udlandsrejser.[kilde mangler]
Iben Nagel Rasmussen, der også er skuespiller, har desuden også lavet et teaterstykke over Eik Skaløes univers.

### Bandet uden Eik
Efter at Eik i 1967 forlod Danmark, blev gruppen reorganiseret og kom til at bestå af Søren Seirup, Preben Devantier, Hasse Levy (sang, guitar) og William Skotte Olsen (sang, violin) med hjælp af Rudolph Hansen på elguitar. Gruppen udsendte en singleplade med de to numre: "Du skal ud hvor du ikke kan bunde" (sunget af Hasse Levy) samt "Flip". Stig Møller var ikke med i gruppen, da han på dette tidspunkt ikke havde nogen guitar.
Steppeulvene blev gendannet flere gange op gennem 1970'erne og senere (med skiftende besætninger), men indspillede ikke flere plader. I 1988 modtog Preben Devantier, Søren Seirup og Stig Møller en sølvplade for salg af 25.000 eksemplarer af Hip siden udgivelsen i 1967. Da pladen udkommer som CD, får bandets musik en revival og bliver et hit blandt ungdommen.[kilde mangler]
Sidst i 1980'erne indspilles en dokumentarfilm om bandets historie, som dog er lidt af en sjældenhed, da den kun kunne lånes på biblioteket en årrække på VHS.
I 2002 indspillede gruppens oprindelige besætning, Stig Møller, Søren Seirup og Preben Devantier, en live-CD under navnet Steppeulvene. Pladen fik titlen Steppeulvene Live 2002. Singlen "Du skal ud hvor du ikke kan bunde" er inkluderet som bonusmateriale på denne udgivelse. Bandet indspiller som trio med Stig Møller som gruppens sanger.
Kim Larsen "indspillede" et af gruppens numre, "Lykkens Pamfil", på sin dobbelt live CD/DVD En lille pose støj og benyttede lejligheden til at nævne Steppeulvene som en vigtig inspirationskilde, der gjorde: "Et u-udsletteligt musikalsk indtryk på mig".[kilde mangler] I Anders Østergaards film om Gasolin fortælles det også, at det var Hip-pladen med Steppeulvene, der for alvor fik Gasolin drejet over på at synge på dansk.[kilde mangler]

## Originale bandmedlemmer
- Eik Skaløe (vokal)
- Stig Møller (guitar)
- Søren Seirup (bas)
- Preben Devantier (trommer)

## Diskografi
Studiealbums
- 1967 Hip

Livealbums
- 2003 Live
- 2011 De Glemte Sange

Singler
- 1967: "Du skal ud, hvor du ikke kan bunde" / "Flip" (single)

## Reference
1. ↑  Ekstra Bladet – Dansk musikpris i fare for at uddø
2. 1 2 3  Hegnsvad, Kristoffer; Maegaard, Sofie (2008). Husker du – dansk rock gennem 50 år. DR. s. 30. ISBN 978 87 7680 812 9.
3. ↑  Hip af Steppeulvene. Discogs.
4. ↑  Historien. steppeulvene.com
5. ↑  Hegnsvad, Kristoffer; Maegaard, Sofie (2008). Husker du – dansk rock gennem 50 år. DR. s. 29. ISBN 978 87 7680 812 9.
6. ↑  "Steppeulvene". denstoredanske. 2014. Hentet 2015-02-17.
7. ↑  Avisartikel "Popgruppe anholdt ved bal i Aalborg - der lugtede af hash, og politiet tog strømmen" Aalborg Stiftstidende den 16. oktober 1967
8. ↑  Pontoppidan, Erik (2008-01-12). "Eik Skaløe og Steppeulvene". Arkiveret fra originalen 18. maj 2006. Hentet 2010-02-13.